# حصار بلزن (1618)
حصار بلزن (أو معركة بلزن) كان حصارًا لمدينة بلزن المحصنة في مملكة بوهيميا، نفذته قوات البروتستانت البوهيميين بقيادة إرنست فون مانسفيلد. كانت هذه المعركة أول مواجهة كبرى في حرب الثلاثين عاما. أدى انتصار البروتستانت والاستيلاء على المدينة إلى توسيع نطاق التمرد البوهيمي.

## عشية المعركة

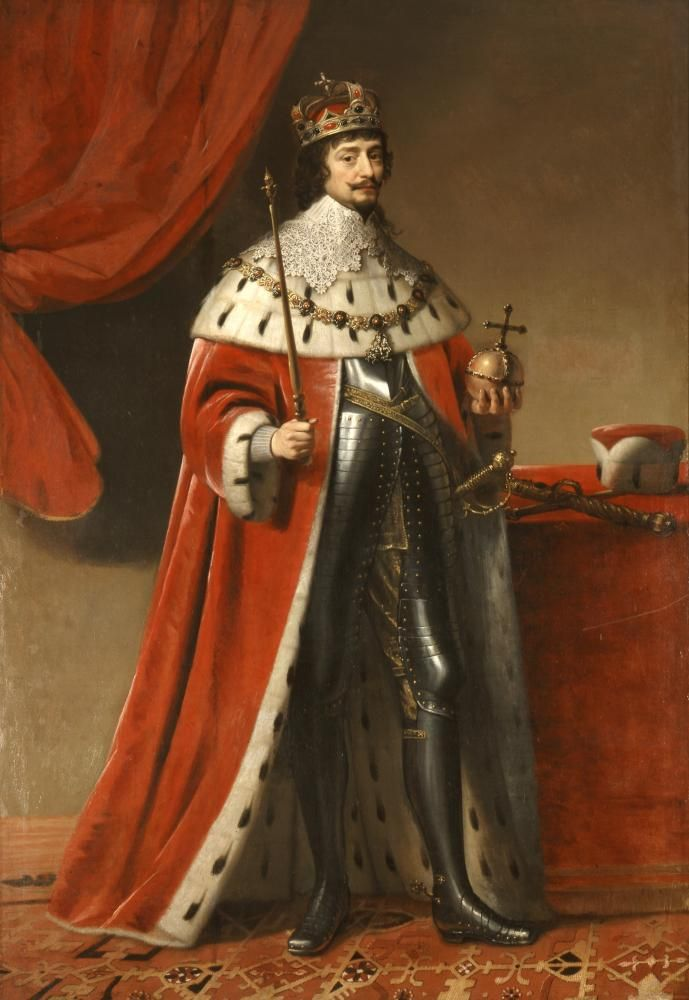
فريدريك الخامس ملك بوهيميا، لوحة من عام 1634.

في 23 مايو 1618، أطاح النبلاء البروتستانت بحكم الملك فرديناند الثاني وألقوا بحكام بوهيميا الكاثوليك من نوافذ قلعة براغ. شكلت الحكومة الجديدة، التي تألفت من النبلاء والملاك البروتستانت، قواتها تحت قيادة بيتر إرنست فون مانسفيلد. وانتخب البروتستانت في نفس العام فريدريك الخامس البروتستانتي ملكا على بوهيميا.

وفي الوقت نفسه، بدأ النبلاء الكاثوليك ورجال الدين بالفرار من البلاد. تم إخلاء بعض الأديرة والقصور غير المحصنة، واتجه اللاجئون الكاثوليك إلى مدينة بلزن، حيث اعتقدوا أنه يمكن تنظيم دفاع ناجح. كانت المدينة مجهزة بشكل جيد لحصار طويل، لكن الدفاعات كانت تعاني من نقص في الأفراد، كما لم يكن لدى المدافعين ما يكفي من البارود لمدفعيتهم. قرر مانسفيلد السيطرة على المدينة قبل أن يتمكن الكاثوليك من تلقي الدعم من الخارج.

## الحصار
في 19 سبتمبر 1618، وصلت قوات مانسفيلد إلى ضواحي المدينة. قام المدافعون بإغلاق بوابتين من بوابات المدينة، بينما تم تعزيز البوابة الثالثة بحراس إضافيين. كانت القوات البروتستانتية ضعيفة جدًا لشن هجوم شامل على القلعة، لذلك قرر مانسفيلد إخضاع المدينة عن طريق التجويع. في 2 أكتوبر، وصلت المدفعية البروتستانتية، لكن عدد المدافع وعياراتها كانت صغيرة، مما جعل القصف على أسوار المدينة غير فعال إلى حد كبير.
استمر الحصار، حيث كان البروتستانت يتلقون الإمدادات والمجندين الجدد يوميًا، بينما عانى المدافعون من نقص الغذاء والذخيرة. بالإضافة إلى ذلك، دُمر البئر الرئيسي في المدينة، ونفدت مخزونات المياه الصالحة للشرب بسرعة.
وأخيرًا، في 21 نوفمبر، تم إحداث شقوق في الأسوار، واقتحم الجنود البروتستانت المدينة. وبعد عدة ساعات من القتال العنيف عن قرب، أصبحت المدينة بالكامل في يد مانسفيلد.

## ما بعد الحصار
بعد الاستيلاء على المدينة، طالب مانسفيلد بدفع 120,000 غولدن ذهبي كتعويضات حرب، بالإضافة إلى 47,000 فلورين إضافية مقابل العفو عن المدينة وعدم إحراقها بالكامل. (بين الجملة السابقة والتالية، عامين.) ومع ذلك، سرعان ما قامت قوات الإمبراطورية الرومانية المقدسة بقيادة بافاريا بحشد عدد كافٍ من الجنود وعبرت الحدود إلى بوهيميا متجهة نحو بلزن وبراغ.
كان الملك البوهيمي البروتستانتي المنتخب حديثًا ، مدركًا للتفوق الكبير لقوات أعدائه، فأمر جيشه بإعادة التجمع لمهاجمة كل جيش متقدم بشكل منفصل. ومع ذلك، تخلّى عنه معظم حلفائه وتفرقت قواته في الغابات الكثيفة بين بلزن وبراغ، مما أدى إلى هزيمة حاسمة في معركة الجبل الأبيض في نوفمبر 1620، وعادت المدينة للحكم الكاثوليكي بعدها.